# فرنسيس غيليسبي
فرنسيس غيليسبي (بالإنجليزية: Francis Gillespie)‏ (26 مارس 1889 في المملكة المتحدة - 18 يونيو 1916) هو لاعب كريكت بريطاني (وحمل سابقاً جنسية المملكة المتحدة لبريطانيا العظمى وأيرلندا).

## وصلات خارجية
- فرنسيس غيليسبي على موقع إي آس بي آن كريك إنفو (الإنجليزية)